# Медузагина
Медузагина (лат. Medusagyne) — единственный род растений монотипного семейства Медузагиновые (лат. Medusagynaceae), входящего в порядок Мальпигиецветные. Род также является монотипным. Единственный вид — Медузагина супротивнолистная (лат. Medusagyne oppositifolia).

## Распространение и экология
Растение произрастает в недоступных глубоких ущельях, среди гранитных скал гористого, поднимающегося в своей высшей точке на 905 м над уровнем океана острова Маэ — самого крупного из Сейшельских островов. Лишь на этом острове Медузагина произрастает в диком виде.

## Биологическое описание
Это — дерево высотой около 9 м, со стволом около 20 см в диаметре и с густой зонтиковидной кроной. Листья простые, без прилистников, в молодом состоянии бледно-зелёные, с возрастом краснеют.
Цветки белые с розоватым оттенком, собранные в конечные метельчатые соцветия. Они обладают неприятным запахом. Цветки этого растения имеют по пять чашелистиков и лепестков, а также большое количество спирально расположенных свободных тычинок с жёлтыми, продольно вскрывающимися пыльниками. Ценокарпный гинецей на верхушке несёт многочисленные (17—25) столбики с головчатыми рыльцами.
Плод — многогнёздная септицидная коробочка, с сохраняющимися тычинками у основания и столбиками на верхушке. Она сначала зелёная, но по мере созревания становится яркой коричневато-красной. Коробочка растрескивается от основания по перегородкам, рассеивая крылатые семена, причём плодолистики расходятся от центра, оставаясь соединёнными наверху, и плод напоминает маленький зонтик или медузу.